# Woman, Wake Up
Woman, Wake Up er en amerikansk stumfilm fra 1922 af Marcus Harrison.

## Medvirkende
- Florence Vidor som Anne Clegg
- Charles Meredith som Henry Mortimer
- Louis Calhern som Monte Collins